# إلمر فليك
إلمر فليك (بالإنجليزية: Elmer Flick) هو لاعب كرة قاعدة أمريكي، ولد في 11 يناير 1876 في أوهايو في الولايات المتحدة، وتوفي في 9 يناير 1971 في بيدفورد في الولايات المتحدة.

## وصلات خارجية
- إلمر فليك على موقع دوري كرة القاعدة الرئيسي (الإنجليزية)
- إلمر فليك على موقعبيزبول رفرنس.كوم (الدوري الرئيسي) (الإنجليزية)
- إلمر فليك على موقعبيزبول رفرنس.كوم (الدوري الثانوي) (الإنجليزية)
- إلمر فليك على موقع جمعية أبحاث البيسبول الأمريكية (الإنجليزية)
- إلمر فليك على موقع إي إس بي إن.كوم (أم.أل.بي) (الإنجليزية)
- إلمر فليك على موقع مشجعي الرسوم البيانية (الإنجليزية)
- إلمر فليك على موقع قاعة مشاهير كرة القاعدة (الإنجليزية)